# Kozły Poznań
Kozły Poznań – poznańska topligowa drużyna futbolu amerykańskiego, założona w 2005 roku. Jest jedną z najstarszych polskich drużyn w tej dyscyplinie sportu, zaraz po Warsaw Eagles i 1KFA Fireballs Wielkopolska. Członek Stowarzyszenia Polski Związek Futbolu Amerykańskiego (PZFA), występujący w Polskiej I Lidze Futbolu Amerykańskiego (PLFA). Kozły Poznań od początku istnienia związane są z północną częścią miasta. W listopadzie 2018 roku drużyna fuzjonowała z drużyną Patrioci Poznań, w wyniku czego powstał nowy klub o nazwie Armia Poznań.

## Sukcesy
III miejsce w Mistrzostwach Polski 2009.
III miejsce w Mistrzostwach Polski 2014

## Rozgrywki
PLFA I 2007: trzecie miejsce w dywizji północnej, siódme miejsce w Polsce

PLFA I 2008: siódme miejsce w Polsce

PLFA I 2009: czwarte miejsce w Polsce

PLFA I 2010: piąte miejsce w Polsce

## Zespół
- Liczba zawodników: 113
- Liczba sekcji: 3 (Seniorzy, Juniorzy J-8, Juniorzy J-11)

## Sztab szkoleniowy
Trener główny: Damian Łuc 